# بارديرا
بارديرا هي مدينة زراعية تقع في محافظة جدو في الصومال. وهي تبعد حوالي 250 كم غرب مدينة بيدوا.